# Августа Каролина Брауншвейг-Вольфенбюттельская
Принцесса Августа Каролина Брауншвейг-Вольфенбюттельская (Августа Каролина Фредерика Луиза Брауншвейг-Вольфенбюттельская, нем. Auguste Karoline Friederike Luise von Braunschweig-Wolfenbüttel; 3 декабря 1764, Брауншвейг — 27 сентября 1788, Колувере, Эстония) — немецкая принцесса из Ганноверской династии (Вельфов), в замужестве принцесса Вюртемберга.

## Биография
Старшая дочь в семье герцога Карла Вильгельма Фердинанда Брауншвейг-Вольфенбюттельского и его супруги принцессы Августы Великобританской, дочери принца Уэльского Фредерика и Августы Саксен-Гота-Альтенбургской. Тем самым Августа Каролина приходилась племянницей королю Великобритании Георгу III.
Принцесса Августа Каролина вышла замуж (Брауншвейг, 11.10.1780) за вюртембергского принца (впоследствии короля) Фридриха I, старшего сына герцога Фридриха Евгения. Отношения между супругами не сложились с самого начала. Фридрих, на 10 лет старше своей 15-летней ещё не повзрослевшей супруги, не отличался сговорчивым нравом. В 1781 году ожидавшая первого ребёнка Августа Каролина даже хотела покинуть своего мужа, но её отговорил отец. В 1782 году принц Фридрих поступил на русскую службу и вместе с семьей приехал в Санкт-Петербург. Весной 1783 года Екатерина II назначила его генерал-губернатором Финляндии, а в июне он стал командующим корпусом в Херсоне при Потемкине.

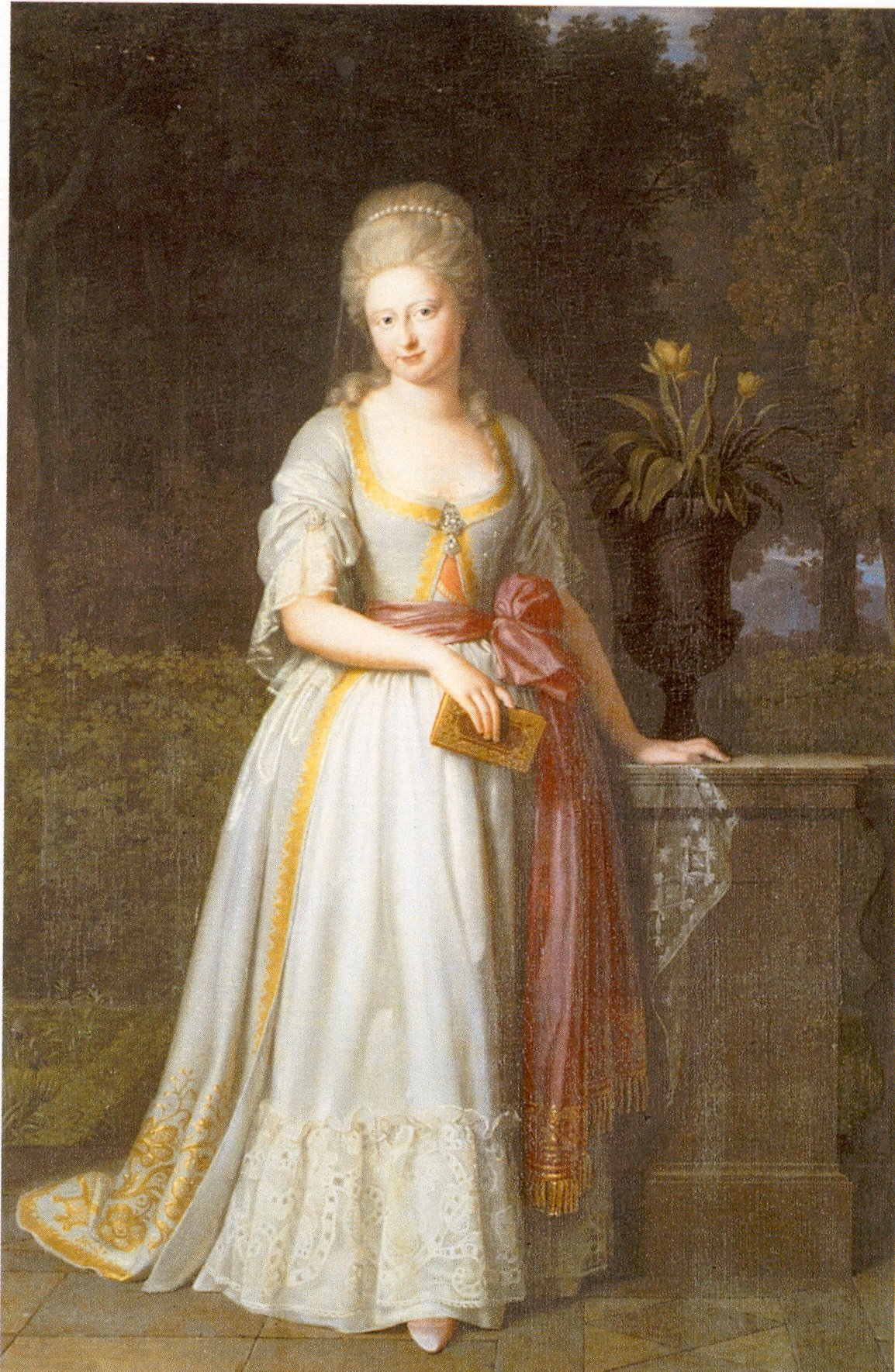
Принцесса Августа

Будучи довольно замкнутой по характеру, Августа жила в Петербурге почти в полном уединении, поддерживая дружеские отношения лишь с сестрой мужа — великой княгиней Марией Фёдоровной. Императрица мало симпатизировала супругам, из-за чего принц Фридрих часто был в дурном настроении и вымещал свои неудачи на жене. «В четверг в Эрмитаже, — писала Екатерина II Потемкину, — на принцессу Вюртембергскую было жалко смотреть, такие заплаканные и распухшие были у неё глаза. Говорят, они живут как кошка с собакой».
Вскоре отношения между супругами едва не дошли до рукоприкладства. Августа Каролина обратилась за помощью к Екатерине II, которая незамедлительно взяла её под свою опеку. Она пригласила Августу в Царское Село, а Фридриха выслала на некоторое время в Финляндию. В 1786 году Фридрих решил полностью разорвать отношения с женой, он составил завещание, в котором лишил жену наследства и запретил ей заниматься воспитанием детей. Находясь в ссоре с женой, принц искал поддержки у своей сестры и у её мужа — великого князя Павла. По просьбе Августы, боявшейся стать жертвой заговора в Царском Селе, императрица позволила ей переехать в Зимний дворец. Вскоре Фридриху был предоставлен годичный отпуск и было приказано с тремя детьми покинуть Россию. Августу императрица отослала в замок Лоде в Эстляндии под надзор 60-летнего придворного егермейстера фон Польмана (ранее управлявшего Царским Селом).

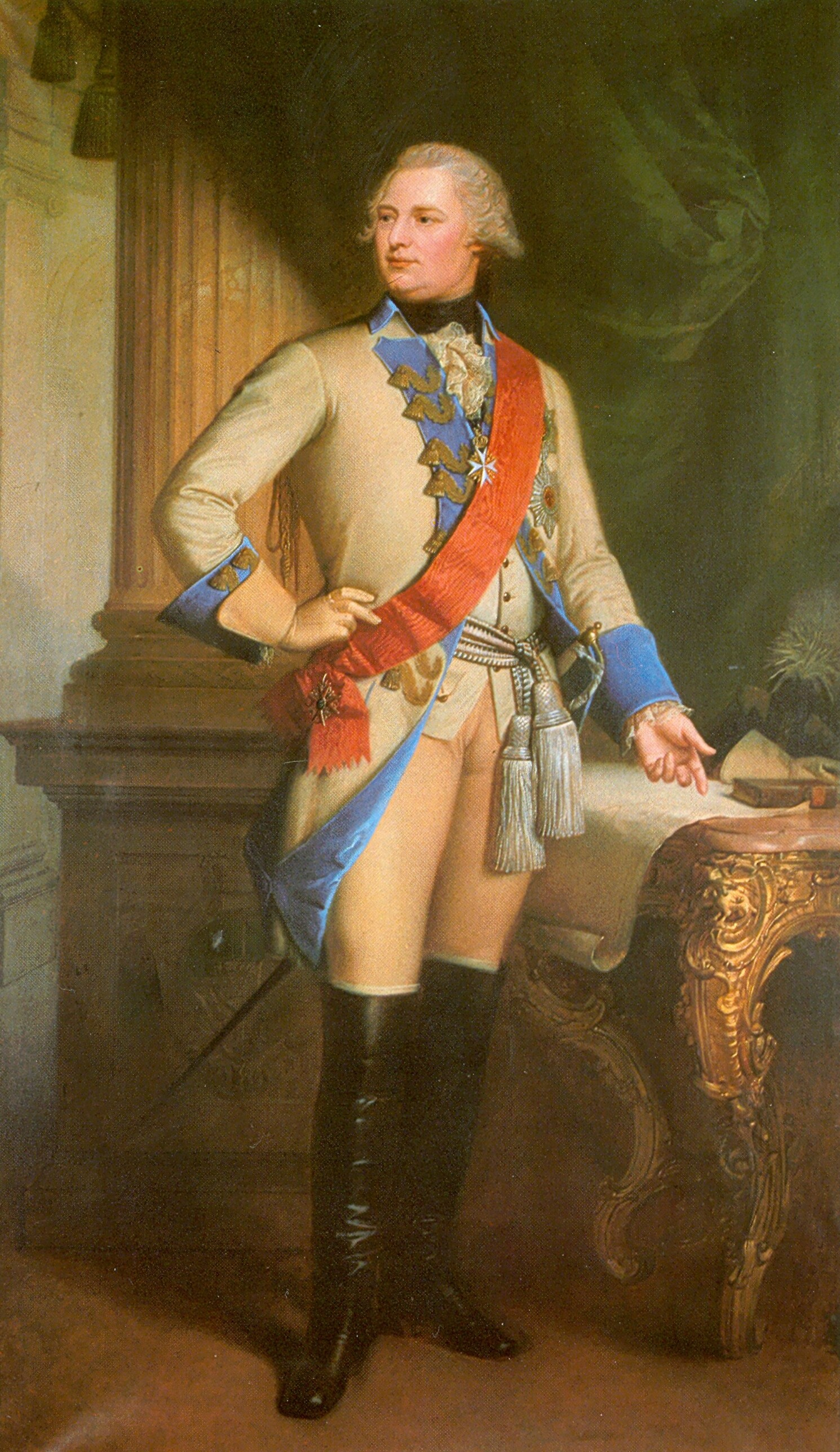
Фридрих I (король Вюртемберга)

После долгих споров и личной переписки принца Фридриха с императрицей, был подготовлен документ для развода, регулирующей дальнейшее полномочия и материальное обеспечение обеих сторон. Летом 1787 года в замок Лоде прибыл Шредер, воспитатель старшего сына Августы, чтобы заручиться её согласием на развод, однако он не был допущен к принцессе. Осенью принц Фридрих просил императрицу принять его вновь на русскую службу и советовал отпустить Августу в Брауншвейг. Согласно письму императрицы фон Польману, «малышка», как называла Августу Екатерина II, опасаясь публичного скандала и давления родственников, вовсе не хотела возвращаться на родину. «Она имеет полное право жить в спокойствии, — писала императрица, — которое не могут ей дать ни муж, ни родственники. Летом ей нравится жить в Лоде, а на зиму она хотела бы переехать в Ревель. Если малышка будет правильно вести себя и полностью доверять мне, ей не придется ни о чем жалеть». Бракоразводный процесс зашел в тупик.

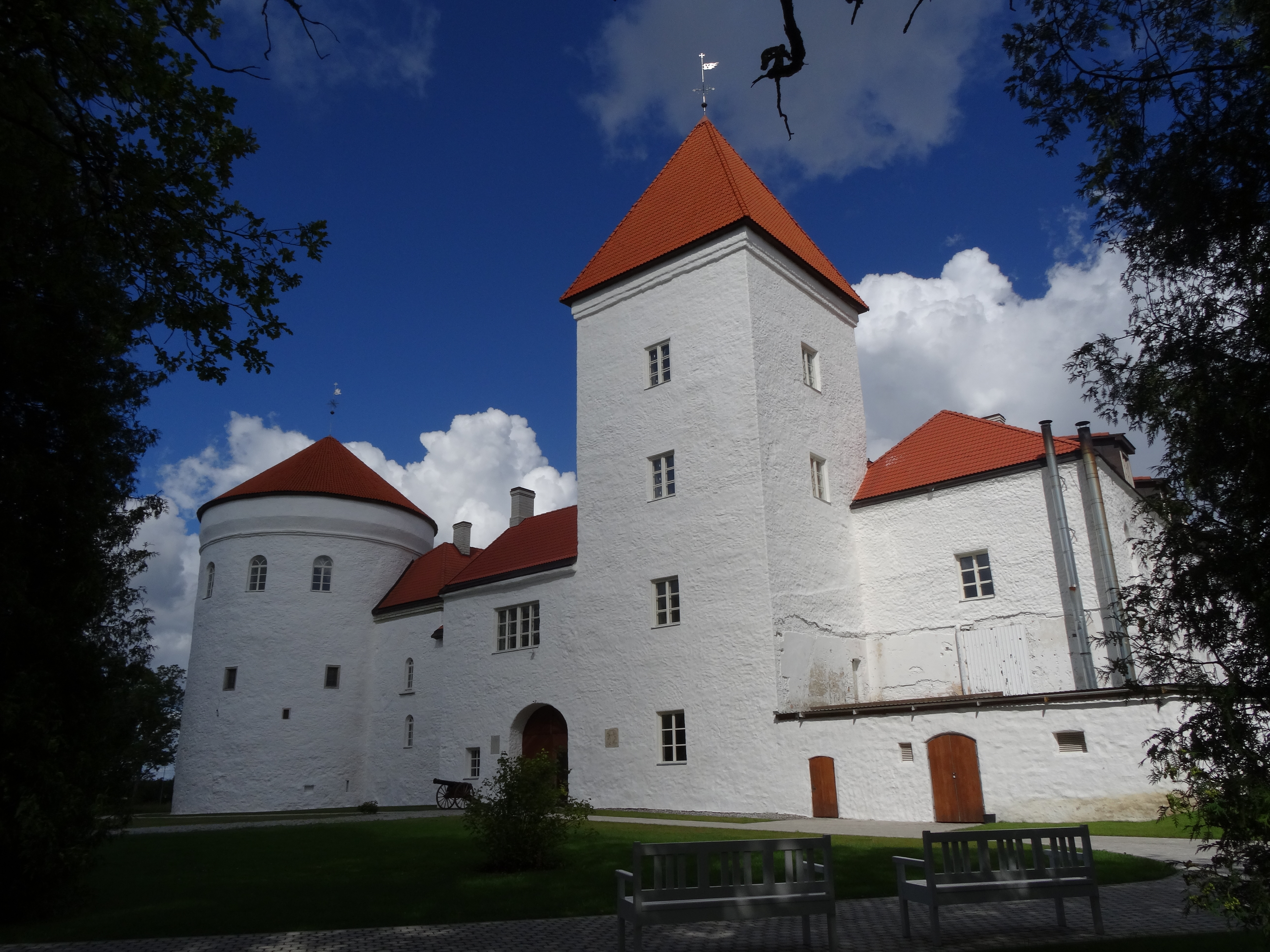
Замок Лоде

В октябре 1788 года герцогские дворы в Штутгарте и Брауншвейге получили от императрицы известие: 27 сентября в Лоде скончалась Августа. Великая княгиня Мария Фёдоровна писала родственникам, что с принцессой произошло кровоизлияние. Внезапная смерть Августы породила много слухов и домыслов. Принц Фридрих просил императрицу предоставить ему более точные сведения. Его знакомая, графиня фон Гёрц, утверждала, что в Лоде дело было нечисто. Екатерина II хранила полное молчание. По её указу тело принцессы Августы было перевезено в церковь в Гольденбеке и спешно захоронено, без религиозного обряда (причём местному священнику было запрещено открывать гроб).
В 1819 году по соглашению Фридриха Вюртембергского с Александром I прах Августы был перезахоронен по всем правилам церковного обряда в церкви Святого Иоанна Кулламаа в деревне Кулламаа, волость Ляэне-Нигула, уезд Ляэнемаа, Эстония.
Во время захоронения гроб был вскрыт и было выяснено, что Августа была беременна. Было проведено расследование, согласно которому фон Польман злоупотребил оказанным ему доверием. В июле 1788 года Храповицкий писал в дневнике:

Принцессе и Польману написаны письма и посланы французские книги. Она любит читать и проводит все время в обществе Польмана и его семьи. Если бы генералу не было 60 лет, его можно было бы принять за её любовника. Говорят ли что-нибудь об этом? Лично я не слышал.
В результате проведенной эксгумации стало известно, что во время родов Польман, чтобы скрыть свое преступление, отказал Августе во врачебной помощи, и она умерла. Согласно официальным документам, он обращался с принцессой так, как если бы она была арестована, домогался её, и возможно, даже применял насилие, скрывая от императрицы истинное положение дел.

## Дети
Дети Августы Каролины воспитывались её двоюродной сестрой — второй супругой Фридриха Шарлоттой Августой Великобританской, дочерью короля Великобритании Георга III.
- Вильгельм Фридрих Карл (1781—1864), король Вюртемберга, в 1816 году женился на великой княгине Екатерине Павловне
- Фредерика Катарина София Доротея (1783—1835), в 1807 году вышла замуж за Жерома Бонапарта (1784—1860)
- Августа София Доротея Мария (1783—1784)
- Пауль Фридрих Карл Август (1785—1852), в 1805 году женился на Шарлотте Саксен-Гильдбурггаузенской (1787—1847)

## Награды
- Орден Святой Екатерины 1 степени (6 августа 1783, пожалован императрицей Екатериной II[5])